# Messapus natalis
Messapus natalis is een spinnensoort uit de familie van de loopspinnen (Corinnidae).
De wetenschappelijke naam van de soort werd in 1898 als Corinna natalis gepubliceerd door Reginald Innes Pocock.